# Parasemidalis eocenica
Parasemidalis eocenica (лат.) — ископаемый вид сетчатокрылых насекомых из семейства пыльнокрылых (Coniopterygidae). Обнаружены в эоценовых янтарях Европы (Le Quesnoy, Parisian amber, Франция).
Вид был впервые описан в 2005 году французским палеоэнтомологом Андре Нелем с соавторами (André Nel; Национальный музей естественной истории, Париж) под первоначальным названием Gallosemidalis eocenica в составе семейства Coniopterygidae. Видовое название G. eocenica связано со временем кайнозойской эры (эоцен), в котором обитали представители данного таксона. 
Вместе с другими ископаемыми видами сетчатокрылых насекомых, такими как Spinoberotha mickaelacrai, Chimerhachiberotha acrasarii, Alboberotha petrulevicii, Alboconis cretacica, Oisea celinea, Eorhachiberotha burmitica, Phthanoconis burmitica, Glaesoconis baliopteryx, Retinoberotha stuermeri, Paraberotha acra являются одними из древнейших представителей Neuroptera, что было показано в 2007 году американскими палеоэнтомологами Майклом Энджелом (Engel M.) и Дэвидом Гримальди (Grimaldi D. A.).